# FK Bežanija Novi Beograd
El FK Bežanija es un club de fútbol serbio de la ciudad de Novi Beograd. Fue fundado en 1921 y juega en la Segunda División de Serbia.